# Propionato di metile
Il propionato di metile, o propanoato di metile, è un estere alchilico di formula CH3CH2-CO-O-CH3. A temperatura ambiente appare come un liquido incolore, dall'odore e dal sapore caratteristici, poco solubile in acqua ma ben miscibile nei più comuni solventi organici tra cui acetone, etanolo, dietiletere e glicole propilenico. In natura è presente in diversi tipi di frutti, mentre a livello industriale trova impiego come solvente e come agente aromatizzante.

## Sintesi
Il propionato di metile può essere ottenuto per condensazione tra l'acido propanoico ed il metanolo, esterificazione catalizzata dall'acido solforico concentrato:
{\displaystyle {\ce {CH3CH2COOH + CH3OH -> CH3CH2COOCH3 + H2O}}}

## Reattività
Il proprionato di metile è un liquido facilmente infiammabile e che per decomposizione rilascia fumi irritanti. La sostanza presenta la reattività tipica degli esteri alchilici. Tra le reazioni più comuni vi sono l'idrolisi e la saponificazione, che danno rispettivamente acido propionico e propionato di sodio:
{\displaystyle {\ce {CH3CH2COOCH3 + H2O -> CH3CH2COOH + CH3OH}}}
{\displaystyle {\ce {CH3CH2COOCH3 + NaOH -> CH3CH2COONa + CH3OH}}}
La sostanza è positiva al saggio di Angeli e Rimini.

## Utilizzo
Il propionato di metile trova impiego nell'industria profumiera e come aromatizzante in virtù delle sue proprietà organolettiche, comuni peraltro a molti composti della stessa categoria. Al gusto e all'olfatto si presenta come una sostanza dolce, fruttata e che ricorda il tipico aroma del rum; viene utilizzato nella preparazione di profumi, dolciumi, detergenti e preparati cosmetici come creme ed altri prodotti per uso topico. La sostanza viene inoltre utilizzata come solvente per lacche, vernici e derivati della cellulosa e come attrattivo per coleotteri.